# Westjiddische Dialekte

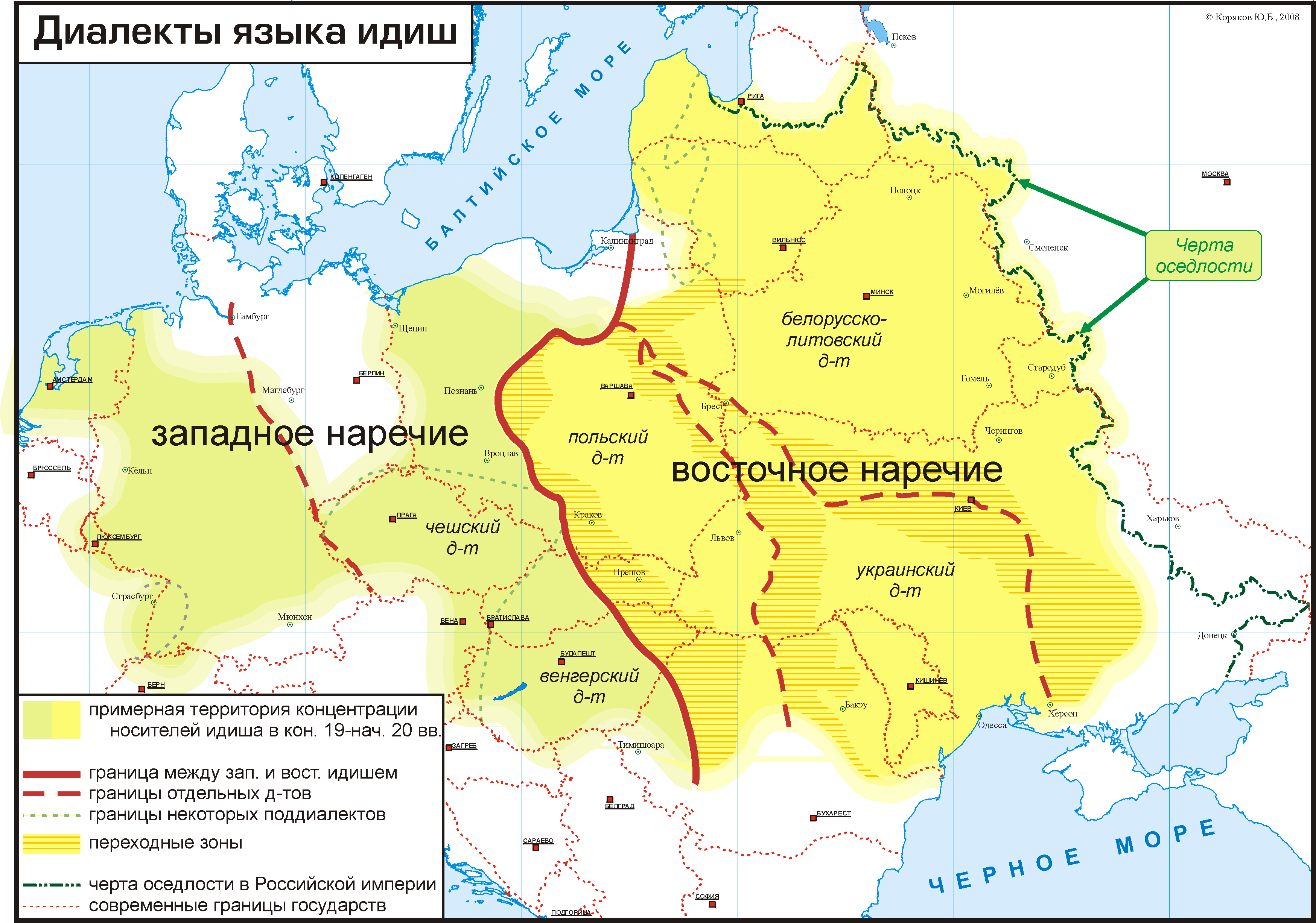
Frühere Verbreitung westjiddischer Dialekte (grün) neben ostjiddischen Dialekten (gelb). Westjiddisch wird durch die gestrichelte Linie in das allgemeine Westjiddisch mit dem Unterdialekt Judäo-Elsässisch (gestrichelte grüne Linie im SW) und das östlichere Übergangsjiddisch mit der tschechischen und ungarischen Unterform (gestrichelte grüne Linien) unterteilt. Karte des Linguarium-Projektes der Lomonossow-Universität (russisch).

Die westjiddischen Dialekte sind im arealen Kontinuum der jiddischen Sprache diejenige Mundarten, die im westlichen und zentralen Teil Mitteleuropas gesprochen wurden. Räumlich entsprachen sie ungefähr demjenigen Siedlungsraum der aschkenasischen Juden, der vor deren spätmittelalterlichen Ausbreitung und Vertreibung nach Ostmitteleuropa und Osteuropa Bestand hatte. In letzterem bildeten sich die ostjiddischen Dialekte heraus, die heute allein noch gesprochen werden und welche die Grundlage für die moderne jiddische Literatursprache bildeten.
Die aschkenasische Kultur, die im Mitteleuropa des 10. Jahrhunderts Fuß fasste, leitete ihren Namen von Aschkenas, dem mittelalterlichen hebräischen Namen für Deutschland (1. Buch Mose 10, 3), ab. Sein geographischer Umfang war nicht mit den deutschen christlichen Territorien deckungsgleich, sondern schloss auch Teile des nördlichen Frankreich sowie Norditalien ein. Es grenzte an das von den sephardischen Juden bewohnte Gebiet, das sich damals von Portugal und Spanien bis nach Südfrankreich und Italien ausdehnte.

## Ursprung
Die Umgangssprache der ersten Juden in Deutschland ist nicht sicher bekannt. Da viele nach Deutschland einwandernde Juden mutmaßlich über Nordfrankreich, aber auch Italien und die Donauromania eintrafen, kann man damit rechnen, dass sie romanische Idiome sprachen. Spuren hierfür zeigen sich bis heute im jiddischen Wortschatz. Die erste Sprache der europäischen Juden mag auch Aramäisch gewesen sein, die Umgangssprache der Juden im Palästina der Römerzeit und im alten sowie frühmittelalterlichen Mesopotamien. Der verbreitete Gebrauch des Aramäischen bei der großen nichtjüdischen syrischen Handelsbevölkerung der römischen Provinzen, darunter jener in Europa, hatte die Verwendung des Aramäischen im Handel verstärkt.
Mitglieder der jungen aschkenasischen Gemeinschaft trafen auf ober- und mitteldeutsche Dialekte. Sie sprachen bald selbst ihre eigenen Varianten deutscher Dialekte, mit sprachlichen Elementen vermischt, die sie in diese Gegend gebracht hatten. Diese Dialekte passten sich den Bedürfnissen der aufkeimenden aschkenasischen Kultur an und, wie es viele solche Entwicklungen kennzeichnet, schloss die bewusste Pflege sprachlicher Unterschiede ein, um kulturelle Autonomie zu betonen. Die aschkenasische Gemeinschaft hatte auch ihre eigene Geographie mit einem Muster von Beziehungen in Ortschaften, das etwas unabhängig von dem ihrer nichtjüdischen Nachbarn war. Dies führte zur Entstehung jiddischer Dialekte, deren Grenzen nicht mit den Grenzen deutscher Dialekte zusammenfielen. Im Allgemeinen umfassten jiddische Dialekte jeweils ein viel größeres Gebiet als die deutschen Mundarten, wie noch die im 19. und 20. Jahrhundert erhobenen westjiddischen Dialekte zeigten.
Das Jiddische behielt eine kleine Zahl altromanischer Wörter, wobei solche im Westjiddischen etwas häufiger waren als im Ostjiddischen. Beispiele sind בענטשן (bentshn) ‘nach Mahlzeiten danken’, von lateinisch benedicere, und, nur westjiddisch, orn ‘beten’, von lateinisch orare, aber auch etwa לײענען (leyenen) ‘lesen’ und טשאָלנט (tsholnt), ein einfach warm zu haltender Sabbat-Eintopf, sowie eine gewisse Anzahl Personennamen.

## Schriftliche Evidenz
Das älteste erhaltene, rein jiddische literarische Dokument ist ein Segen in einem hebräischen Gebetbuch (Wormser Reimpaar im Wormser Machsor) von 1272:
גוּט טַק אִים בְּטַגְֿא שְ וַיר דִּיש מַחֲזֹור אִין בֵּיתֿ הַכְּנֶסֶתֿ טְרַגְֿא
transliteriert
gut tak im betage se waer dis makhazor in beis hakneses terage
und wörtlich übersetzt
Möge dem, der dieses Feiertagsgebetbuch in die Synagoge trägt, ein Feiertag beschieden sein.
Dieser kurze Reim ist dekorativ in einen rein hebräischen Text eingebettet. Nichtsdestoweniger zeigt es, dass das Jiddische der Zeit ein mehr oder weniger regelgerechtes Mittelhochdeutsch war, in welches hebräische Wörter – makhazor (Gebetbuch für Feiertage) und beis hakneses (Synagoge) – eingefügt worden waren.
Im Laufe des 14. und 15. Jahrhunderts begannen Lieder und Gedichte auf Jiddisch und auch makkaronische Stücke auf Hebräisch und Deutsch zu erscheinen. Diese wurden Ende des 15. Jahrhunderts von Menahem ben Naphtali Oldendorf gesammelt. Zur gleichen Zeit kam anscheinend eine Tradition auf, dass in der jüdischen Gemeinschaft eigene Versionen deutscher Profanliteratur erarbeitet wurden. Das früheste jiddische Epos dieser Art ist der Dukus Horant der im berühmten Cambridge Codex T.-S.10.K.22 erhalten geblieben ist. Dieses Manuskript aus dem 14. Jahrhundert wurde 1896 in der Genisa einer Kairener Synagoge entdeckt und enthielt auch eine Sammlung narrativer Gedichte zu Themen aus der hebräischen Bibel sowie der Haggada.
Abgesehen von der naheliegenden Verwendung hebräischer Wörter für spezifisch jüdische Artefakte ist es sehr schwierig zu entscheiden, inwieweit sich geschriebenes Jiddisch aus dem 15. Jahrhundert vom Deutschen jener Zeit unterschied. Viel hängt von der Interpretation der phonetischen Eigenschaften hebräischer Buchstaben, insbesondere der Vokale ab. Es gibt einen annähernden Konsens, dass Jiddisch für den Durchschnittsdeutschen anders klang, auch wenn keine hebräischen Lexeme verwendet wurden.

## Druckwerke
Das Aufkommen der Druckerpresse führte zu einem Anstieg der Menge des produzierten Materials und überlebte vom 16. Jahrhundert an. Ein besonders beliebtes Werk war Elijah Levitas Bovo-Buch, 1507–1508 verfasst und in mindestens 40 Auflagen seit 1541 gedruckt. Levita, der erste namentlich bekannte jiddische Autor verfasste auch Paris un Vienne. Eine weitere jiddische Nacherzählung eines höfischen Romans, Widuwilt, stammt vermutlich auch aus dem 15. Jahrhundert, auch wenn die Handschriften aus dem 16. Jahrhundert stammen. Es wird auch Kini Artus Hof genannt, eine Adaptation des mittelhochdeutschen höfischen Romans Wigalois von Wirnt von Gravenberg. Ein weiterer bedeutender Schriftsteller war Avroham ben Schemuel Pikartei, der 1557 eine Paraphrase des Buches Ijob veröffentlichte.
Frauen in der aschkenasischen Gemeinschaft waren traditionell nicht auf Hebräisch alphabetisiert, aber lasen und schrieben jiddisch. Daher entwickelte sich eine breite Literatur hauptsächlich für Frauen. Dazu gehörten säkulare Werke wie das Bovo-Buch und religiöse Schriften eigens für Frauen, wie Ze’enah u-Re’enah und die Tchinen. Eine der bekanntesten frühen Autorinnen war Glikl bas Judah Leib, genannt Glückl von Hameln, deren Memoiren auch heutzutage erhältlich sind.
Wenn westjiddische religiöse Literatur sich speziell an Frauen richtete, dann wurde dafür bis ins frühe 20. Jahrhundert oft der Ausdruck „Weiberdeutsch“ verwendet; für solche an Frauen gerichtete Literatur gab es auch eine besondere hebräische Drucktype.

## Niedergang des Westjiddischen

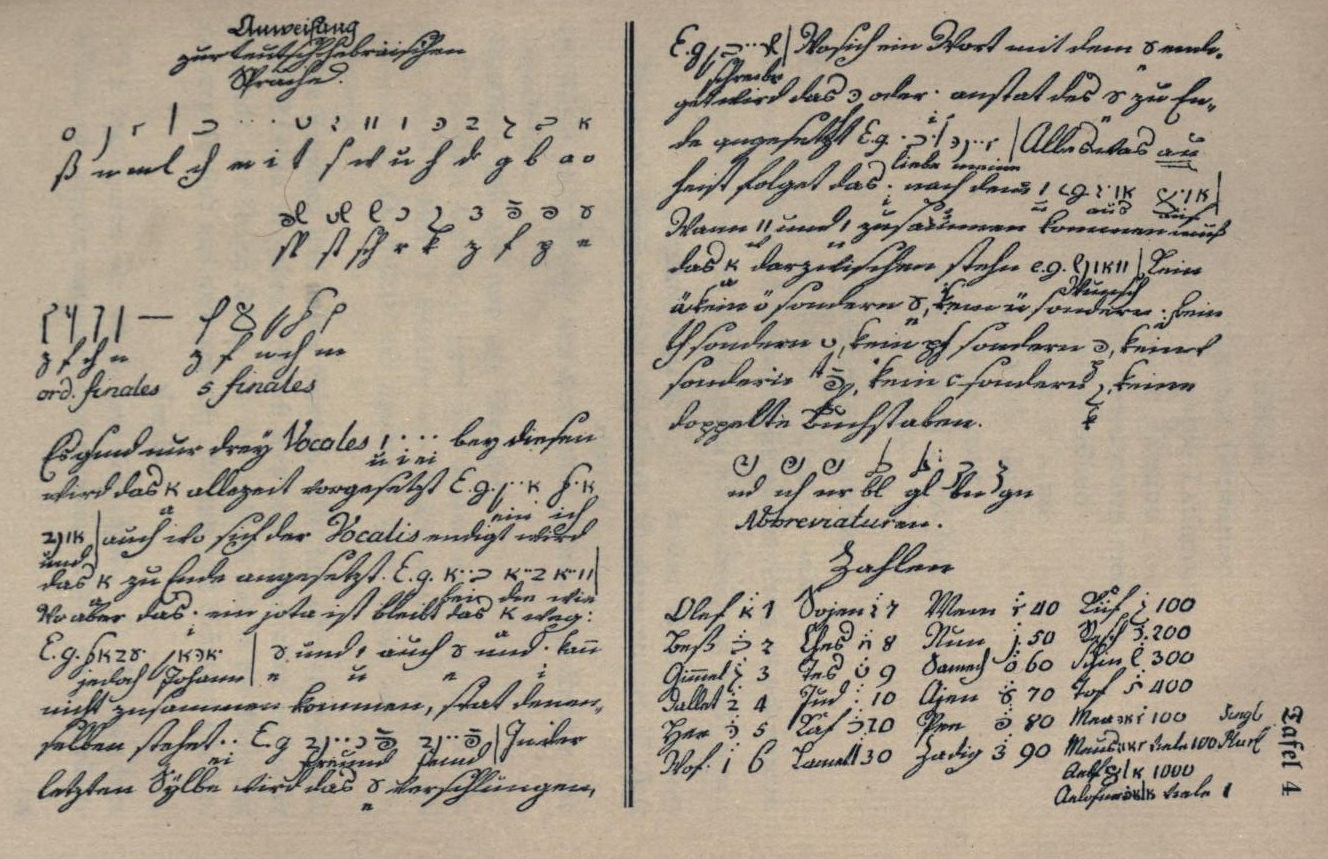
Anweisung zur teutsch-hebräischen Sprache in Goethes eigener Handschrift (oben, links: das hebräische Alphabet). Er studierte Westjiddisch um etwa 1760.

Ab dem 18. Jahrhundert wurde der gesprochene westjiddische Dialekt hauptsächlich durch das Deutsche abgelöst. Nebst anderen Ursachen führten die Aufklärung und das Übergreifen der Haskala auf Westeuropa in Deutschland zur Ansicht, dass das Jiddische eine schlechte Form ihrer Sprache sei. Zwischen der Assimilierung an das Deutsche und der beginnenden Schaffung des Ivrit überlebte das Westjiddische nur als Sprache der „vertrauten Familienkreise oder engmaschigen Handelsgruppen“. Weiter östlich, wo den Juden solche Emanzipation verweigert wurde und wo das Zusammenleben verschiedener Völker mit je ihren eigenen Kulturen weiterhin ungebrochene Realität war, wirkte Jiddisch als zusammenhaltende Kraft in einer säkularen Kultur, die auf der ייִדישקײט (yidishkayt ‘Jüdischkeit’) beruhte und als solche bezeichnet wurde.
Im Laufe des 18. Jahrhunderts verschob sich das Zentrum des jiddischen Buchdrucks vom westjiddischen in den ostjiddischen Sprachraum. Zuvor in Deutschland gedruckte Werke, die nun von Druckereien in Polen-Litauen neu aufgelegt wurden, wurden kontinuierlich der ostjiddischen Sprache angepasst. Dabei wurden westjiddische Elemente, die (wie das neutrale Genus oder die Verwendung von sein als Hilfsverb) zumindest in einem Teil des Ostjiddischen bekannt waren, in der Regel beibehalten, selbst wenn sie am (litauischen) Standort der Druckerei unbekannt waren; solche westjiddische Elemente, die (wie etwa der Gebrauch von wer(de)n zur Bildung des Futurs oder das Präteritum) kein ostjiddischer Dialekt kannte, wurden hingegen aufgegeben.
Am Vorabend des Zweiten Weltkriegs gab es zwischen 11 und 13 Millionen Jiddischsprecher, von denen allerdings schon damals nur ein verschwindend kleiner Teil noch Westjiddisch sprach. Der Holocaust, aber auch die Assimilation und schließlich der Status des Ivrit als Amtssprache Israels führten zu einem dramatischen Rückgang der Verwendung der jiddischen Sprache. Schätzungen gehen davon aus, dass es heute (um 2020) noch rund 500.000 bis 670.000 Sprecher gibt, wogegen das Westjiddische, das am Vorabend des Holocaust mehrere zehntausend Sprecher gehabt haben soll, heute angeblich etwas über 5.000 Sprecher habe. Diese Zahlen betreffend das Westjiddische sowohl für die Zeit vor dem Zweiten Weltkrieg wie auch für heute finden in der Fachliteratur allerdings keine Bestätigung. Im schweizerischen Surbtal, dessen westjiddischen Dialekte (Surbtaler Jiddisch) gemeinhin zu denjenigen gerechnet werden, die noch am längsten gesprochen wurden, ist Jiddisch als lebendige Sprache jedenfalls in den 1970er Jahren ausgestorben; vom elsässischen Jiddisch soll es hingegen zu Beginn des 21. Jahrhunderts noch „einige wenige Sprecher“ geben.

## Bibliographie
- Vera Baviskar, Marvin Herzog u. a.: The Language and Culture Atlas of Ashkenazic Jewry. Hrsg. vom YIVO. Bislang 3 Bände. Max Niemeyer Verlag, Tübingen 1992–2000, ISBN 3-484-73013-7.
- Franz J. Beranek: Westjiddischer Sprachatlas. N. G. Elwert, Marburg/Lahn 1965.[17]
- Renate Evers: Der Vollkommene Pferdekenner, 1764: Jewish Horse Traders in the Margraviate of Brandenburg-Ansbach and Their Language at the Threshold of Modernity. In: The Leo Baeck Institute Year Book 63, no. 1 (2018), S. 201–228, doi:10.1093/leobaeck/ybx021.
- Joshua A. Fishman (Hrsg.): Never Say Die. A Thousand Years of Yiddish in Jewish Life and Letters. Mouton Publishers, Den Haag 1981, ISBN 90-279-7978-2 (auf Jiddisch und Englisch)
- Jürg Fleischer: Westjiddisch in der Schweiz und Südwestdeutschland. Tonaufnahmen und Texte zum Surbtaler und Hegauer Jiddisch (= Beihefte zum Language and Culture Atlas of Ashkenazic Jewry. Band 4). Niemeyer, Tübingen 2005.
- Jürg Fleischer: Western Yiddish and Judeo-German. In: Benjamin Hary, Sarah Bunin Benor (Hrsg.): Languages in Jewish Communities, Past and Present (= Contributions to the Sociology of Language. Band 112). De Gruyter Mouton, Berlin/Boston 2018, S. 239–275.
- Carl Wilhelm Friedrich: Unterricht in der Judensprache und Schrift, zum Gebrauch für Gelehrte und Ungelehrte. Frankfurt am Main 1784.
- Florence Guggenheim-Grünberg: Die Sprache der Schweizer Juden von Endingen und Lengnau (= Beiträge zur Geschichte und Volkskunde der Juden in der Schweiz. Band 1). Jüdische Buchgemeinde, Zürich 1950.
- Florence Guggenheim-Grünberg: Überreste westjiddischer Dialekte in der Schweiz, im Elsass und in Süddeutschland. In: For Max Weinreich on his 70th Birthday. Studies in Jewish Languages, Literature, and Society. London / The Hague / Paris 1964, S. 72–81.
- Florence Guggenheim-Grünberg: Surbtaler Jiddisch: Endingen und Lengnau. Anhang: Jiddische Sprachproben aus Elsaß und Baden (= Schweizer Dialekte in Ton und Text. Teil 1: Deutsche Schweiz. Heft 4). Huber, Frauenfeld 1966.
- Florence Guggenheim-Grünberg: Jiddisch auf alemannischem Sprachgebiet (= Beiträge zur Geschichte und Volkskunde der Juden in der Schweiz. Band 10). Juris, Zürich 1973, ISBN 3-260-03438-2. [Sprachatlas; schließt nicht allein den alemannischen, sondern auch Teile des fränkischen Raums ein.]
- Florence Guggenheim-Grünberg: Wörterbuch zum Surbtaler Jiddisch. Die Ausdrücke hebräisch-aramäischer und romanischen Ursprungs. Einige bemerkenswerte Ausdrücke deutschen Ursprungs. Anhang: Häufigkeit und Arten der Wörter hebräisch-aramäischen Ursprungs (= Beiträge zur Geschichte und Volkskunde der Juden in der Schweiz. Band 11). Zürich 1976, Nachdruck 1998.
- Dovid Katz: Words on Fire: The Unfinished Story of Yiddish. Basic Books, New York 2004, ISBN 0-465-03728-3.
- Dov-Ber Kerler: The Origins of Modern Literary Yiddish. Clarendon Press, Oxford 1999, ISBN 0-19-815166-7.
- Lea Schäfer: Sprachliche Imitation: Jiddisch in der deutschsprachigen Literatur (18.–20. Jahrhundert). Language Science Press, Berlin 2017, ISBN 978-3-946234-79-1 [das Buch enthält auch einen ausführlichen Überblick über das Westjiddische (Phonologie, Morphologie, Syntax, Lexik), wie es aus der Literatur des 19. Jahrhunderts rekonstruiert werden kann].
- Astrid Starck (Hrsg.): Westjiddisch. Mündlichkeit und Schriftlichkeit (= Reihe Sprachlandschaft. Band 11). Sauerländer, Aarau / Frankfurt am Main / Salzburg 1994, ISBN 3-7941-3749-3.
- Werner Weinberg: Die Reste des Jüdischdeutschen (= Studia Delitzschiana. Band 12). Kohlhammer, Stuttgart 1969; 2., erweiterte Auflage ebd. 1973.

Zeitschrift
- Les Cahiers du CREDYO (Centre de recherche, d’études et de documentation du yiddish occidental). בלעטער פאר מערב-יידיש. Hrsg. von Astrid Starck. 6 Hefte. Mülhausen 1995–2022.